# Arizona Coyotes

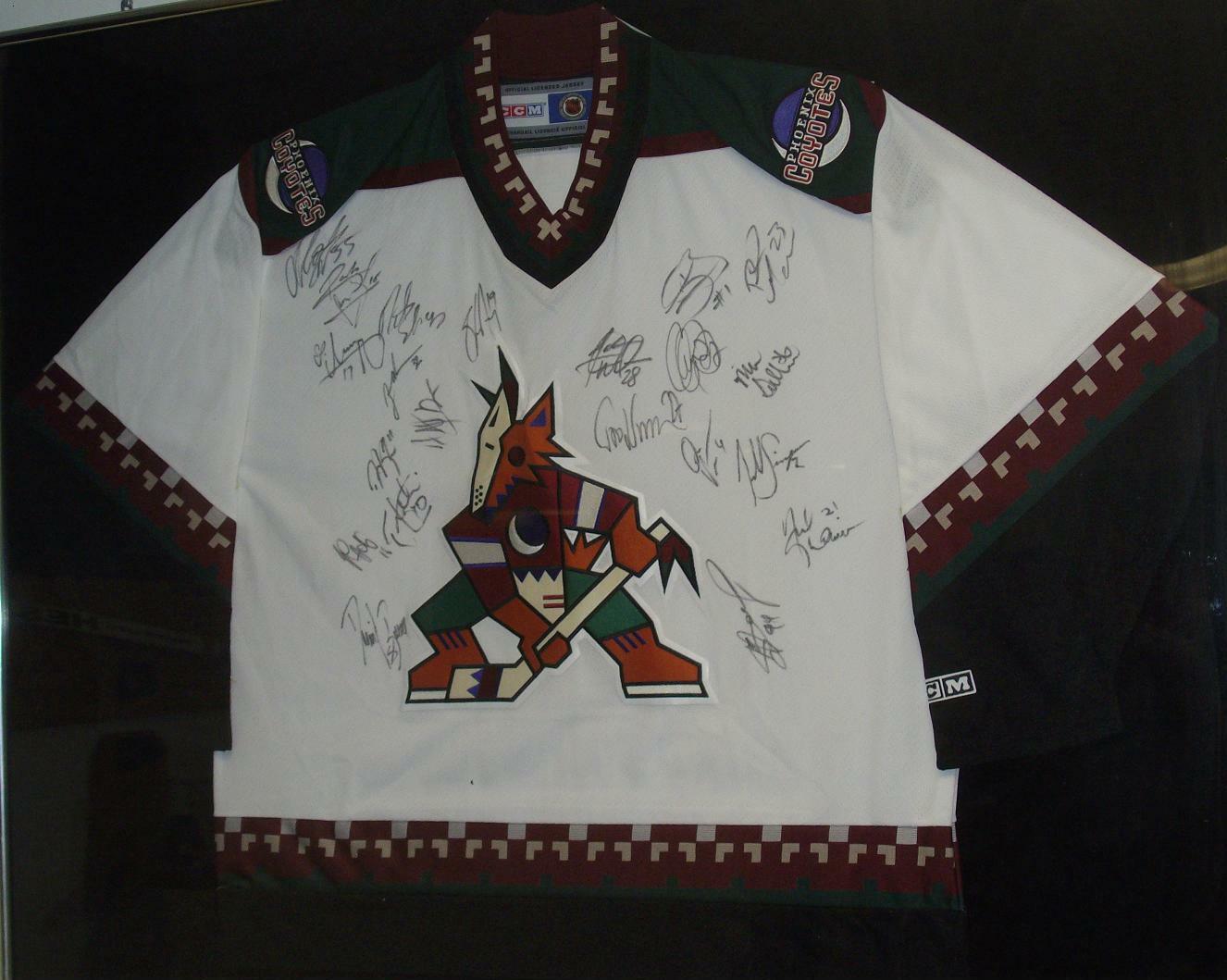
Shirt met het oude logo

De Arizona Coyotes is een voormalig ijshockeyteam uit de National Hockey League. Het team speelde de laatste jaren in Tempe, Arizona, in de Mullett Arena. Ze spelen sinds 1996, daarvoor heette het team de Winnipeg Jets. In 2024 hield het team na jarenlange perikelen rondom stadions op te bestaan. Alle spelers en bezittingen gingen over naar een nieuwe franchise in Salt Lake City. De nog verder naamloze Utah Hockey Club wordt formeel gezien als uitbreidingsteam en de cijfers, statistieken en prestaties uit het verleden bleven achter in Arizona.

## Geschiedenis

### Winnipeg
De Winnipeg Jets was een van de oprichters van de World Hockey Association en was ook de meest succesvolle ploeg gedurende de korte tijd dat de WHA bestond. Samen met drie andere teams gingen de Jets vanaf 1979 spelen in de National Hockey League, maar dat ging veel minder succesvol dan gehoopt. De club raakte in financiële problemen en moest op zoek naar een nieuwe stad en eigenaar. Uiteindelijk werd Glendale, Arizona uitgekozen, wat opvallend was. Winnipeg is namelijk een Canadese stad met temperaturen die kunnen dalen tot gemiddeld -20 °C in januari: een ijshockeystad bij uitstek. In Glendale, daarentegen, is vorst uiterst zeldzaam en komt het kwik zelfs zelden onder de 10 °C. Critici beschouwen deze verhuizing dan ook als het toppunt van de commercialisering van de NHL waarbij het ijshockey zelf ondergeschikt is aan geld.

### Phoenix
In de zomerstop tussen Winnipeg en Phoenix verliet sterspeler Teemu Selänne het team, waarna de moed in de schoenen van de fans zonk. Tegenover het vertrek van Selänne stond echter de komst van Keith Tkachuk en de verrassend goede ontwikkeling van de twee jonge Jets Shane Doan en doelman Nikolai Khabibulin. Het team speelde goede seizoenen maar kwam telkens te kort om de eerste ronde van de Stanley Cup play-offs te overleven. De thuisbasis was eerst de America West Arena, thuisbasis van de Phoenix Suns uit de NBA, maar die bleek ongeschikt voor ijshockey, waardoor er een nieuw stadion gebouwd moest worden, enkel voor de Coyotes. In 2003 verhuisden ze naar de Glendale Arena, maar tot meer successen leidde dat vooralsnog niet en Phoenix is daarmee het oudste team (met het Winnipegtijdperk inbegrepen) dat nog nooit een Stanley Cupfinale heeft gespeeld.
In 2005 kwam de directie met een opvallende zet: Wayne Gretzky werd hoofdcoach en gedeeld eigenaar van de franchise. Samen met Gretzky werd veteraan Brett Hull, zoon van Jetslegende Bobby Hull aangetrokken. Brett speelde met het nummer van zijn vader en dat nummer was teruggetrokken door de Coyotes, maar met toestemming van pa mocht Brett "zijn" nummer negen gebruiken. Maar door het afschaffen van de two-line pass, om het spel aantrekkelijker te maken voor het publiek, bleek Brett Hull de snelheid niet meer aan te kunnen en na vijf wedstrijden stopte hij met ijshockey. Met het aantrekken van de ervaren Ed Jovanovski en aan de hand van aanvoerder Shane Doan, de laatste speler die nog voor de Jets heeft gespeeld, doen de Coyotes weer een poging om de play-offs te halen.

## Prijzen
Geen

## Play-off optreden
- 2016 - play-offs niet gehaald
- 2015 - play-offs niet gehaald
- 2014 - play-offs niet gehaald
- 2013 - play-offs niet gehaald
- 2012 - Derde ronde (Los Angeles Kings)
- 2011 - Eerste ronde (Detroit Red Wings)
- 2010 - Eerste ronde (Detroit Red Wings)
- 2009 - play-offs niet gehaald
- 2008 - play-offs niet gehaald
- 2007 - play-offs niet gehaald
- 2006 - play-offs niet gehaald
- 2004 - play-offs niet gehaald
- 2003 - play-offs niet gehaald
- 2002 - Eerste ronde (San Jose Sharks)
- 2001 - play-offs niet gehaald
- 2000 - Eerste ronde (Colorado Avalanche)
- 1999 - Eerste ronde (St. Louis Blues)
- 1998 - Eerste ronde (Detroit Red Wings)
- 1997 - Eerste ronde (Mighty Ducks of Anaheim)

## Spelers

### Huidige selectie
Bijgewerkt tot 31 maart 2022 
| #  | Naam                  | Nationaliteit    | Pos. |
| -- | --------------------- | ---------------- | ---- |
| 83 | Jay Beagle            | Canada           | C    |
| 72 | Travis Boyd           | Verenigde Staten | C    |
| 53 | Michael Carcone       | Canada           | LW   |
| 67 | Lawson Crouse         | Canada           | LW   |
| 21 | Loui Eriksson         | Zweden           | LW   |
| 36 | Christian Fischer     | Verenigde Staten | RW   |
| 17 | Alex Galchenyuk       | Verenigde Staten | C    |
| 29 | Barrett Hayton        | Canada           | C    |
| 93 | Dmitrij Jaskin        | Rusland          | RW   |
| 9  | Clayton Keller        | Verenigde Staten | RW   |
| 81 | Phil Kessel           | Verenigde Staten | RW   |
| 16 | Andrew Ladd           | Canada           | LW   |
| 18 | Bryan Little          | Canada           | C    |
| 63 | Matias Maccelli       | Finland          | LW   |
| 22 | Jack McBain           | Canada           | C    |
| 38 | Liam O'Brien          | Canada           | C    |
| 12 | Nick Ritchie          | Canada           | LW   |
| 26 | Antoine Roussel       | Frankrijk        | LW   |
| 8  | Nick Schmaltz         | Verenigde Staten | C    |
| 75 | Kyle Capobianco       | Canada           | D    |
| 6  | Jakob Chychrun        | Verenigde Staten | D    |
| 54 | Cam Dineen            | Verenigde Staten | D    |
| 14 | Shayne Gostisbehere   | Verenigde Staten | D    |
| 92 | Vladislav Kolyachonok | Wit-Rusland      | D    |
| 61 | Dysin Mayo            | Canada           | D    |
| 62 | J.J. Moser            | Zwitserland      | D    |
| 86 | Anton Stralman        | Zweden           | D    |
| 25 | Conor Timmins         | Canada           | D    |
| 32 | Josef Korenar         | Tsjechië         | GK   |
| 31 | Harri Sateri          | Finland          | GK   |
| 70 | Karel Vejmelka        | Tsjechië         | GK   |

### Bekende spelers

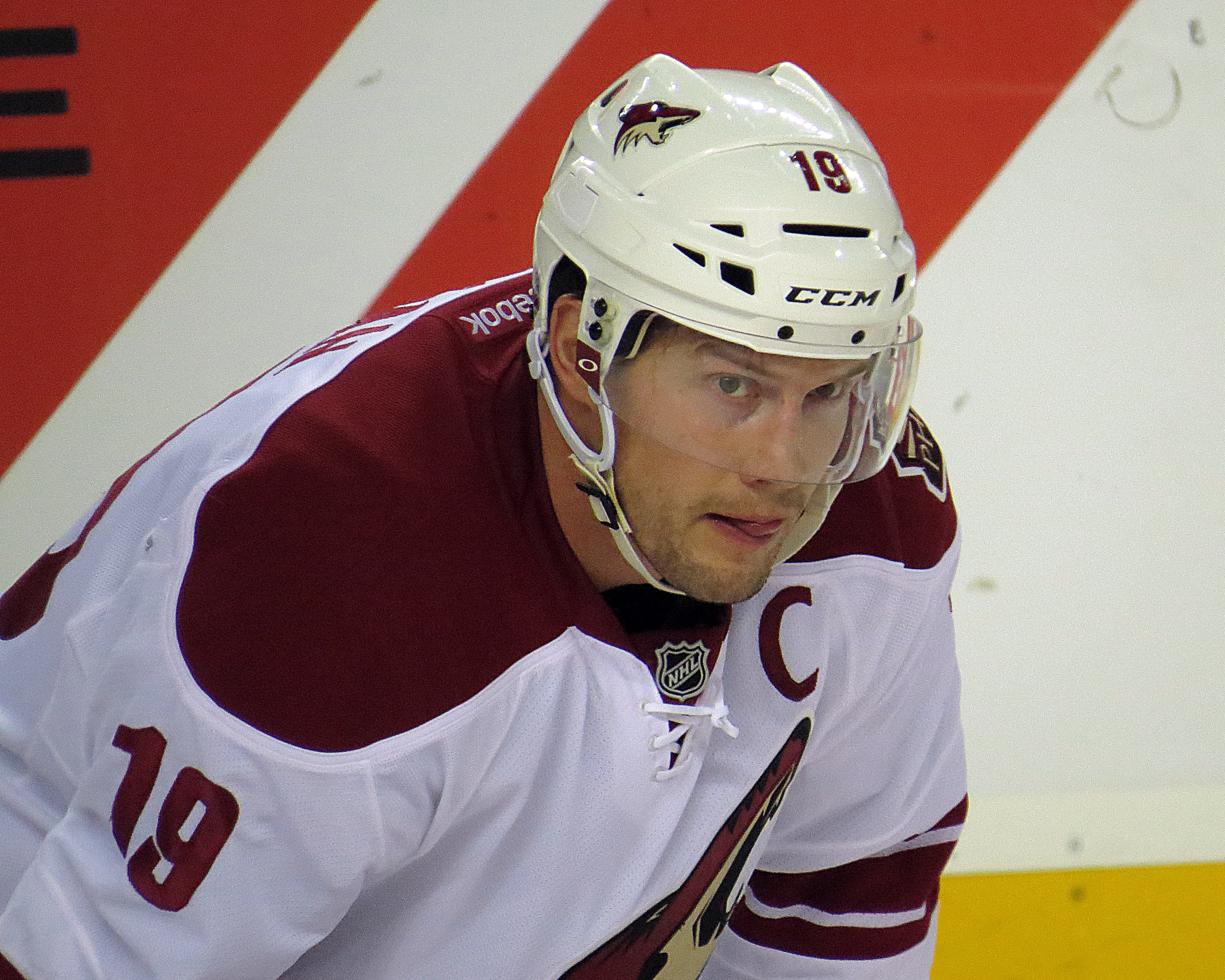
Shane Doan

- Shane DoanShane Doan
- Keith Tkachuk
- Brett Hull

### Teruggetrokken nummers
- 7 - Keith Tkachuk (1992–2001)
- 9 - Bobby Hull (1972-1980, overgenomen van Winnipeg Jets, in 2005 vijf wedstrijden herteruggetrokken voor zijn zoon Brett)
- 10 - Dale Hawerchuk (1981–1990)
- 25 - Thomas Steen (1981-1995)
- 27 - Teppo Numminen (1988–2003)
- 97 - Jeremy Roenick (1996–2001, 2006–2007)
- 99 - Wayne Gretzky (verboden te dragen in de gehele NHL)